# Смоленський воєвода

Герб Смоленського воєводства

Смоленський воєвода — посадова особа Великого князівства Литовського і Речі Посполитої, воєвода був одним з трьох сенаторів від Смоленського воєводства (інші: каштелян і єпископ).
У період від 1514 до 1611 та з 1654 років посада воєводи смоленського була номінальною, оскільки у цей час воєводство не знаходилося під його контролем.

## Смоленські намісники
- Ямонт Толунтович і Василь Борейкович 28 вересня 1395 —  до 1399
- Ян Бутрим 1423
- Юрій Гедигольд бл. 1424
- Ян Гаштольд 1434 — 1440
- Андрій Сакович 1440
- Семен Ямонтович 1440 — 1441
- Судивой Волімонтович 1445
- Петро Сенька Гедигольдович 1447 — 1451
- Михайло Кезгайлович 1450 — 1458
- Іван Вяжевич 1460 — 1472
- Микола Немирович 1467
- Миколай Радзивіл 1482 — 1486
- Іван Іллініч 1487 — 1488
- Юрій Глібович 1490 — 1499
- Миколай Іванович Іллініч 1499
- Станіслав Петрович Кішка 1500 — 1503
- Юрій Андрійович Сологуб 1503 — 1507
- Юрій Іванович Зенович 1507 — 1508

## Воєводи
| №  | Ім'я                             | Роки життя                                             | Період    | Прим.       |
| -- | -------------------------------- | ------------------------------------------------------ | --------- | ----------- |
| 1  | Станіслав Кішка                  | нар. ? — пом. 1513/1514                                | 1500—1503 |             |
| 2  | Юрій Глібович                    | нар. ? — пом. між 1520 і 1524                          | 1508–1514 |             |
| 3  | Юрій Сологуб                     | нар. ? — пом. близько 1435                             | 1514      |             |
| 4  | Василь Тишкевич                  | нар. 1492 — пом. 13 серпня 1571                        | 1569–1570 |             |
| 5  | Григорій Волович                 | нар. ? — пом. 1577                                     | 1571–1577 |             |
| 6  | Юрій Остик                       | нар. ? — пом. ?                                        | 1578–1579 |             |
| 7  | Філон Кміта                      | нар. 19 березня 1530 — пом. 29 листопада 1587          | 1579–1587 |             |
| 8  | Ян Вольмінський                  | нар. ? — пом. ?                                        | 1588–1595 |             |
| 9  | Ян Абрамович                     | пом. 19 квітня 1602                                    | 1596–1602 |             |
| 10 | Петро Дорогостайський            | нар. ? — пом. 1611                                     | 1605–1611 |             |
| 11 | Микола Янович Глібович           | нар. ? — пом. 1632                                     | 1611–1621 |             |
| 12 | Андрій Сапіга                    | нар. 1565 — пом. 1611                                  | 1621      |             |
| 13 | Михайло Друцький-Соколинський    | нар. 1540 — пом. 1621                                  | 1621      |             |
| 14 | Ян Григорович Голубицький-Корсак | нар.1560 — пом. 1625                                   | 1625      |             |
| 15 | Олександр Гонсевський            | нар. ? — пом. 1639                                     | 1625–1639 |             |
| 16 | Криштоф Гонсевський              | нар. ? — пом. 1639                                     | 1639–1643 |             |
| 17 | Юрій Миколайович Глібович        | нар. 1605 — пом. 18 квітня 1669                        | 1643–1653 |             |
| 18 | Павло Ян Сапега                  | нар. 1609 — пом. 30 грудня 1665                        | 1653      | номінований |
| 19 | Філіп Казимир Обухович           | нар. 1600 — пом. 6 вересня 1656                        | 1653–1656 |             |
| 20 | Адам Матвій Сакович              | нар. ? — пом. ?                                        | 1658–1662 |             |
| 21 | Михайло Казимир Пац              | нар. 1624 — пом. 4 квітня 1682                         | 1663–1667 |             |
| 22 | Григорій Казимир Подберезький    | нар. ? — пом. ?                                        | 1667–1677 |             |
| 23 | Криштоф Есьман                   | нар. ? — пом. 1687                                     | 1677–1686 |             |
| 24 | Стефан Костянтин Пісочинський    | нар. ? — пом. ?                                        | 1686–1691 |             |
| 25 | Адам Тарло                       | нар. — пом. 1710                                       | 1691–1710 |             |
| 26 | Ян Кос                           | нар. ? — пом. 1687                                     | 1710–1712 |             |
| 27 | Александер Ян Потоцький          | нар. ? — пом. 1714                                     | 1712–1714 |             |
| 28 | Францішек Цетнер                 | нар. ? — пом. 5 січня 1732                             | 1714–1732 |             |
| 29 | Міхал Здзіслав Замойський        | нар. 1679 — пом. 1734 або 7 березня 1735               | 1732–1735 |             |
| 30 | Станіслав Потоцький              | нар. 1698 — пом. 8 лютого 1760                         | 1735–1744 |             |
| 31 | Петро Павло Сапіга               | нар. 25 січня 1701 — пом. 24 січня 1771                | 1744–1771 |             |
| 32 | Юзеф Сосновський                 | нар. ? — пом. 1783                                     | 1771–1775 |             |
| 33 | Юзеф Тишкевич                    | нар. 1716 — пом. 1790                                  | 1775–1790 |             |
| 34 | Франциск Ксаверій Сапіга         | нар. 1741/1746 — пом. 30 січня 1806 або 10 лютого 1808 | 1790–1793 |             |